# Microrregión de São Sebastião do Paraíso
La microrregión de São Sebastião do Paraíso es una de las  microrregiones del estado brasileño de Minas Gerais perteneciente a la mesorregión  sur y Sudoeste de Minas. Su población fue estimada en 2006 por el IBGE en 276.761 habitantes y está dividida en catorce municipios. Posee un área total de 5.145,304 km².

## Municipios
- Arceburgo
- Cabo Verde
- Guaranésia
- Guaxupé
- Itamogi
- Jacuí
- Juruaia
- Monte Belo
- Monte Santo de Minas
- Muzambinho
- Nova Resende
- São Pedro da União
- São Sebastião do Paraíso
- São Tomás de Aquino

- Datos: Q2240593